# مفلح التركي
مُفْلِح التُّركي، (توفي في 2 أبريل 872) كان ضابطًا عسكريًا تركيًا في الدولة العباسية في منتصف القرن التاسع. ولعب دوراً بارزاً في الأحداث المعروفة باسم فوضى سامراء، وقُتل لاحقاً في معركة ضد متمردي الزنج في جنوب العراق.